# ナジーブ・ハーン

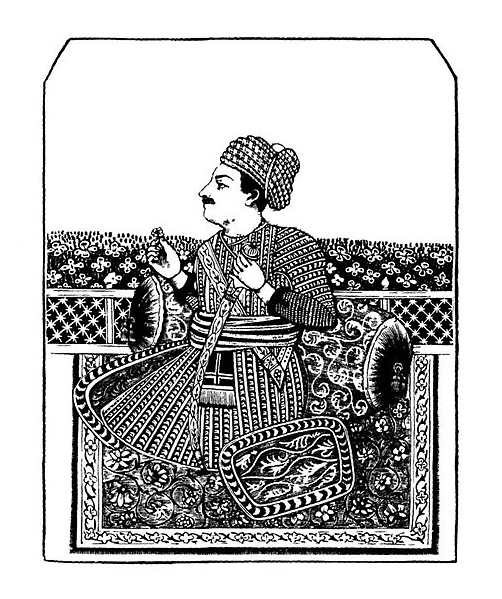
ナジブ・カーン・ユスフザイ

ナジーブ・ハーン（パシュトー語：نجيب خان, Najib Khan, 生年不詳 - 1770年10月30日）は、インドのローヒルカンド地方、アフガン系ローヒラー族の族長の一人で、 ムガル帝国の宮廷監督官・宰相でもある。ドゥッラーニー朝の君主アフマド・シャー・ドゥッラーニーの代官のような存在でもあった。ナジーブ・ウッダウラ（Najib ud-Daula）とも呼ばれる。
ナジーブ・ハーンはもともと無名の存在にすぎなかったが、部族内でも地位を上げたばかりか、アフマド・シャー・ドゥッラーニーに協力することでもその地位を上げ、帝国の軍総司令官、宰相に上りつめた人物である。
現在のウッタル・プラデーシュ州ビジュノール県に存在するナジーバーバードは、彼の名であるナジーブに因むもので、1740年代に建設された。

## 生涯

### ナジーブ・ハーンの台頭

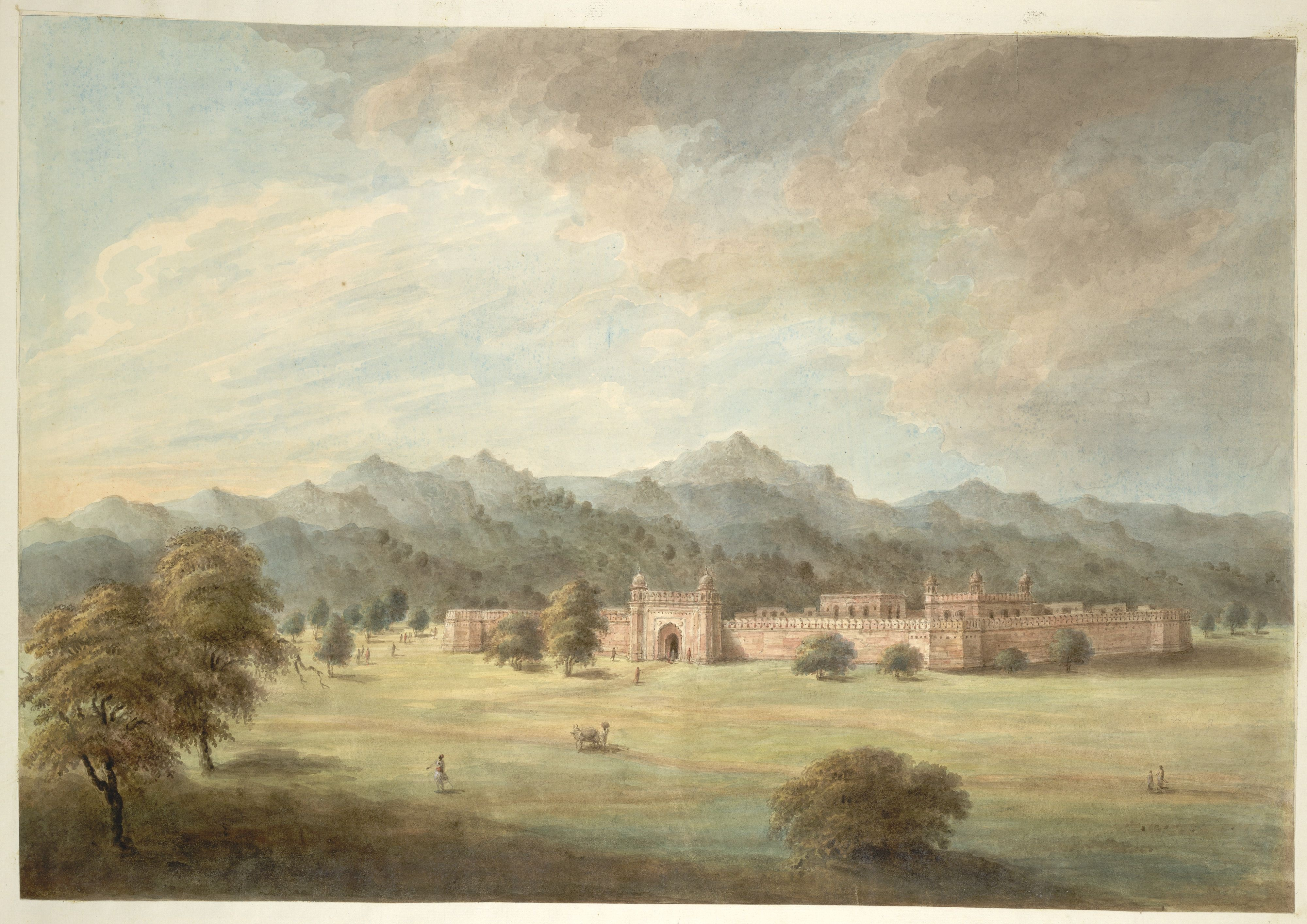
ナジーバーバード

ナジーブ・ハーンの幼少期や青年期に関してはあまりよくわかっていない。 彼はアフガニスタンのユスフザイ族の出身でした。
1739年、ナジーブ・ハーンはスワービーから、叔父ビシャーラト・ハーンの支配するビシャーラトナガルへと移住した。ビシャーラトナガルはラームプル近郊の都市である。彼はビジュノール地方を統治し、1740年代に自身の名を冠したナジーバーバードを建設した。
1740年までにローヒラー族の族長アリー・ムハンマド・ハーンはローヒルカンド地方の大部分を支配下に入れたが、1749年にナジーブ・ハーンはその北部を与えられた。その際、「ナジーブ・ウッダウラ」の称号も与えられ、これが彼の別名となった。
これにより、ナジーブ・ハーンはその北部の族長となって、ナジーバーバードを拠点を中心に、事実上ほかのローヒラー族から独立した立場をとった。

### アフマド・シャー・ドゥッラーニーとの同盟
1752年、ムガル帝国の宰相サフダル・ジャングはナジーブ・ハーンの台頭を恐れ、マラーターにその討伐を依頼した。そのため、同年にマラーターの軍勢がローヒルカンドに侵入し、その全域が占領された。
マラーターが撤退したのち、ナジーブ・ハーンは強大なマラーターに対抗するため、アフガニスタンのドゥッラーニー朝と同盟し、連携をとることを心掛けた。ドゥッラーニー朝は1747年に創始された新興のアフガン王朝であり、その創始者アフマド・シャー・ドゥッラーニーは稀代の軍事的天才でもあった。

### ムガル帝国の実権掌握

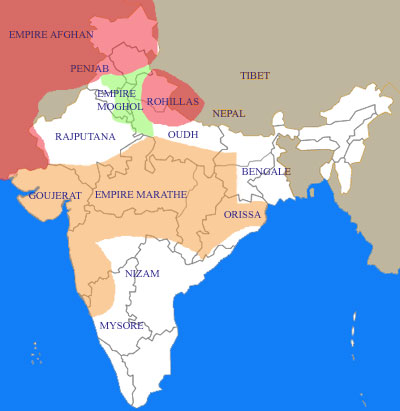
ローヒラー族の版図

さて、ムガル帝国の皇帝アーラムギール2世の治世、ナジーブ・ハーン率いるローヒラー族はデリーの東方および北方に勢力を広げ、彼は帝国からサハーランプルの知事に任命されていた。
1756年、ムガル帝国の宰相ガーズィー・ウッディーン・ハーンはこの状況を改善しようと、ローヒラー族の支配していたラホールを奪還した。このとき、ナジーブ・ハーンはアフマド・シャー・ドゥッラーニーと連絡を取り合い、同年12月にアフマド・シャーはデリーへ向けて進軍した。
1757年1月、アフマド・シャー・ドゥッラーニーはデリーを占拠し、2月には略奪と殺戮を行った。帝国になすすべはなく、同様の行為はマトゥラーやヴリンダーヴァンでも行われた。
一方、ナジーブ・ハーンはローヒラー族の兵を率いて、デヘラードゥーン一帯を侵略し、およそ10年にわたりこの地域はローヒラー族の支配下にあった。
4月、アフマド・シャー・ドゥッラーニーはデリーから略奪品とともに撤退し、ガーズィー・ウッディーン・ハーンは復職したが、監督官としてナジーブ・ハーンが置かれた。こうして、ナジーブ・ハーンは帝国の実権を握ったのである。

### マラーターとの争い
アフガン軍がデリーを占拠したとの報がマラーター王国にもたらされると、マラーター王国宰相バーラージー・バージー・ラーオは弟ラグナート・ラーオをデリーに向けて派遣した。ラグナート・ラーオの軍勢は行軍の過程で大軍となり、8月にはデリーに迫り、宰相ガーズィー・ウッディーン・ハーンもこれに味方した。
8月11日、ナジーブ・ハーンの軍勢はラグナート・ラーオの軍勢と対決した（デリーの戦い）。数の少なかったローヒラー軍は敗北し、ナジーブ・ハーンはデリーから撤退した。この際、マルハール・ラーオ・ホールカルに身代金50万ルピーを払って身の安全を確保した。
1758年3月、ラグナート・ラーオはパンジャーブのラホールへと兵を進め、シク教徒の援助も得て、4月20日に ラホールを奪い（ラホールの戦い）、アフマド・シャーの息子ティムール・ミールザーを追い払った。王国軍にはシンディア家やホールカル家の軍勢も加わり、同月28日にはアトックを（アトックの戦い）、さらに5月8日にはペシャーワルを占領した（ペシャーワルの戦い）。
そして、マラーター軍がパンジャーブ一帯を占領したのち、同月にラグナート・ラーオはラホールからプネーへと帰還した。

### マラーターへの勝利

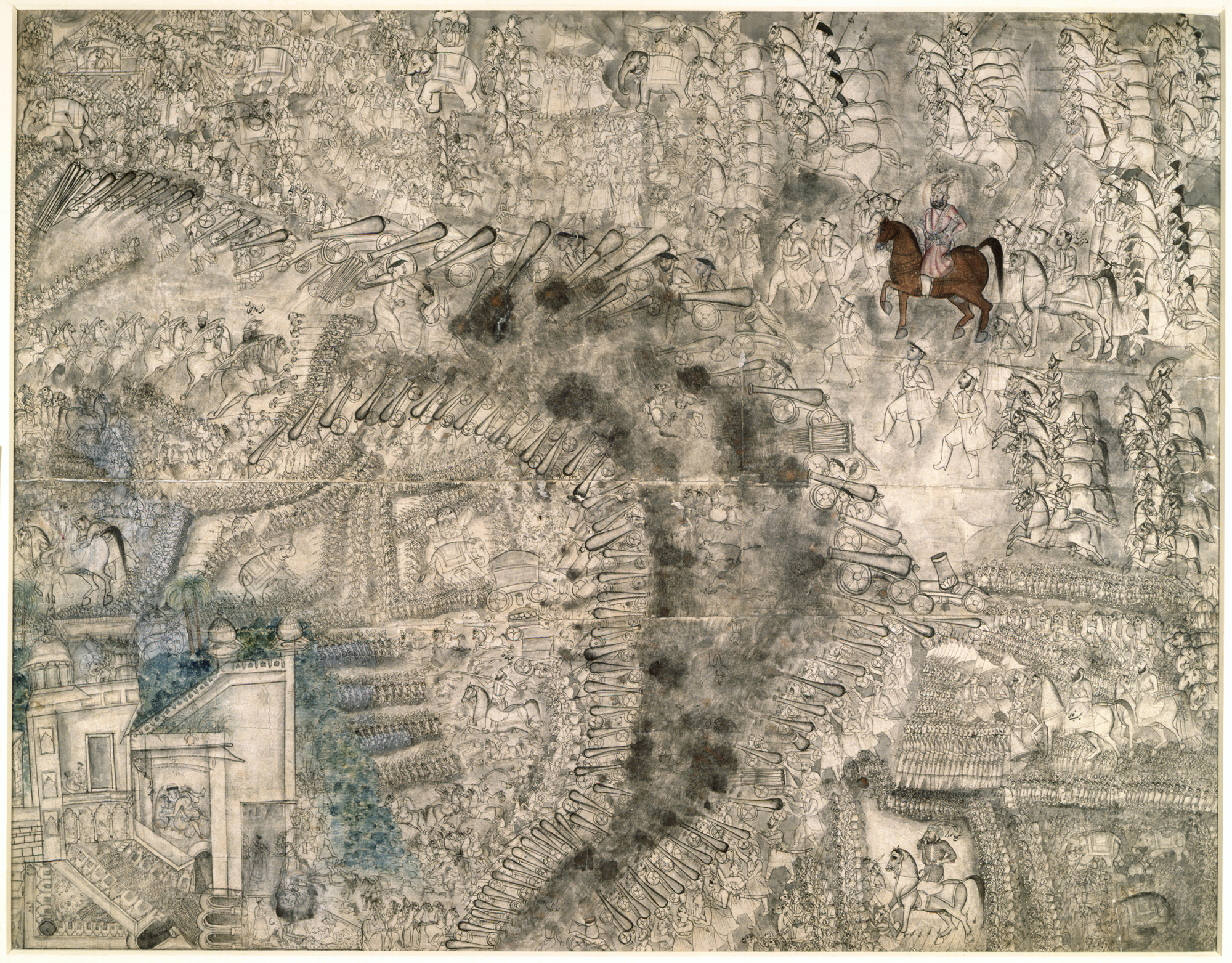
第三次パーニーパトの戦い

1759年10月、アフマド・シャー・ドゥッラーニーはラホールのマラーター勢力を駆逐し、再びデリーへと進軍した。
1760年1月、アフマド・シャー・ドゥッラーニーはダッタージー・ラーオ・シンディアをデリー近郊で破り、そのままデリーへと入城した。その後、彼は北インドにとどまり、ナジーブ・ハーンと合流したのみならず、アワド太守のシュジャー・ウッダウラを自軍に取り込んだ。
ローヒラー族のナジーブ・ハーンはマラーターに辛酸を嘗めさせられ続けていたので、期たるべきマラーターとの戦いにおける意気込みはとても強かった。彼はこう言い残している。
| 「 | 「マラーター族はヒンドゥスターンの刺である。一つの努力により、この刺を永遠に我々の側から取り除こうではないか」 | 」 |

そして、1761年1月14日、アフマド・シャー・ドゥッラーニー、ナジーブ・ハーンら率いるアフガン軍は、パーニーパトの地でマラーター軍に壊滅的な打撃を与えた（第三次パーニーパトの戦い）。この戦いにおいて、ナジーブ・ハーンは40000の兵を提供していたばかりか、70門の大砲も連合軍に提供している。

### 帝国の実権再掌握とスーラジュ・マルとの戦い

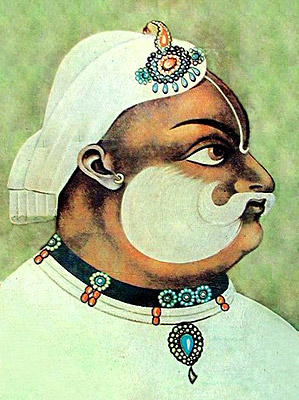
スーラジュ・マル

アフマド・シャー・ドゥッラーニーは撤退の際、新たな皇帝となっていたシャー・アーラム2世を追認し、マラーターに廃位された宰相ガーズィー・ウッディーンを宰相に任じている。
ナジーブ・ハーンはアフマド・シャーの代理人として再び宮廷の監督官となったが、すぐさま全権の掌握に取り掛かった。今度は宰相ガーズィー・ウッディーン・ハーンを追放してメッカに巡礼を命じさせ、自身が宰相となって帝国の実権を再掌握した。
さて、北インドからマラーター勢力が撤退した結果、ナジーブ・ハーンはハリヤーナー地方南部を支配するジャート族と戦わなければならなかった。ジャート族はバーラトプル王国を形成し、この当時は英雄として名高いスーラジュ・マルに率いられており、第三次パーニーパトの戦いののちにはアーグラを占領していた。
1763年12月25日、ナジーブ・ハーンはデリー近郊でスーラジュ・マルとの対峙の際、伏兵を使ってスーラジュ・マルを殺害した。これによりバーラトプル軍は混乱に陥り、敗走した。

### 晩年と死

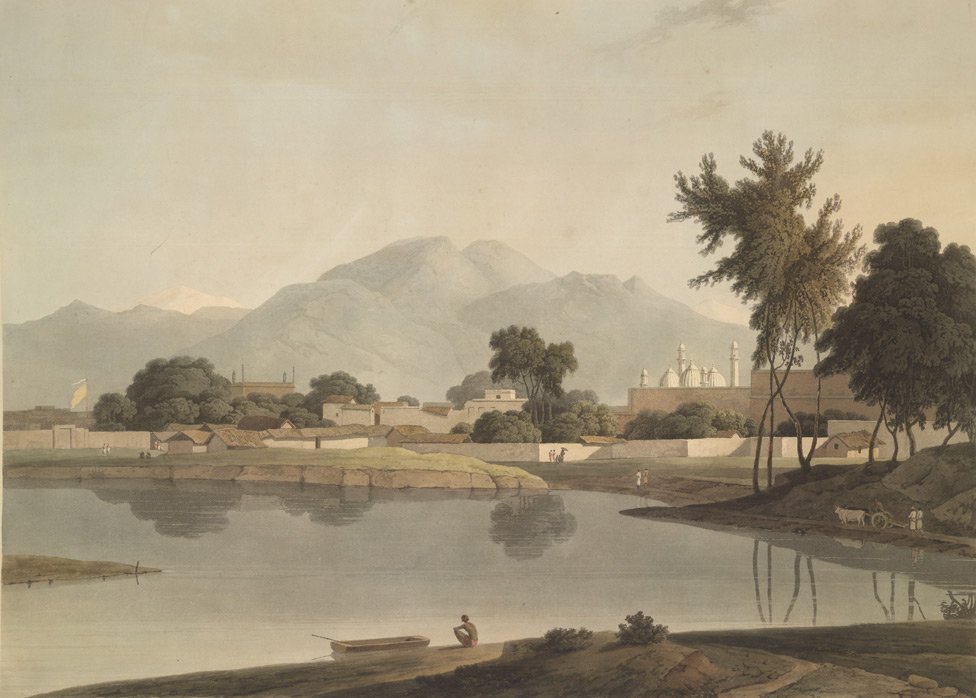
ナジーバーバード

このように、ナジーブ・ハーンはムガル帝国の実権を握り、バーラトプル王国との戦いに勝利して北インドに権勢を張っていた。それにもかかわらず、それは意外なほど早く崩壊した。
1768年、ナジーブ・ハーンは健康状態の衰えにより、デリーの宮廷から追い出されてしまったのである。第三次パーニーパトの戦いから10年足らずの出来事であった。
ナジーブ・ハーンはその後復権することもなく、二年後の1770年10月30日に死亡した。